# KH-8 Gambit 3

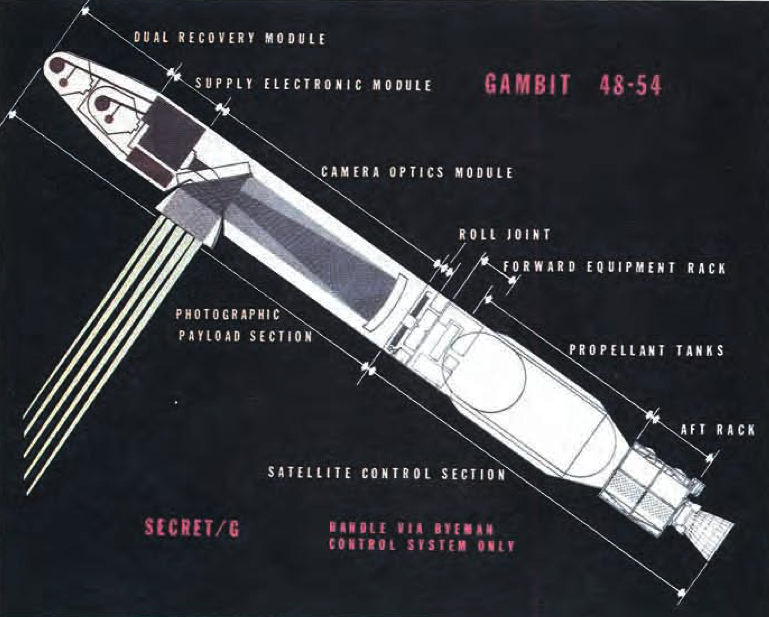
Esquema do GAMBIT-3 com o estágio Agena D

KH-8 (codinome BYEMAN: Gambit-3) foi a designação de uma longa série de satélites de "reconhecimento" da série "Key Hole" (KH) usada pelos Estados Unidos entre julho de 1966 e abril de 1984, também conhecido como "Plataforma de Vigilância de Baixa Altitude" ou "Low Altitude Surveillance Platform" (LASP).
O satélite ejetava cartuchos com o filme que já havia sido exposto, e esses cartuchos, que desciam de paraquedas quando entravam na atmosfera, eram recuperados por um sistema de ganchos em pleno ar. A resolução dos satélites de última geração dessa série era melhor que 10 metros.